# Miron Alexandru Smarandache
Miron Alexandru Smarandache (n. 17 martie 1960, Baldovinești, Olt, România) este un deputat român, ales în 2012 din partidului PP-DD. 
În octombrie 2013, Miron Alexandru Smarandache a demisionat din PP-DD și a trecut la grupul parlamentar al Partidului Social Democrat.